# Обернгайм
Обернгайм (нім. Obernheim) — громада в Німеччині, знаходиться в землі Баден-Вюртемберг. Підпорядковується адміністративному округу Тюбінген. Входить до складу району Цоллернальб.
Площа — 15,02 км2. Населення становить 1449 ос. (станом на 31 грудня 2020).